# Danh sách giải thưởng và đề cử của phim How I Met Your Mother
How I Met Your Mother (thường được viết tắt thành HIMYM) là loạt phim thể loại hài kịch tình huống truyền hình dài tập của đài CBS, Hoa Kỳ. Bộ phim chính thức lên sóng từ ngày 19 tháng 9 năm 2015. Phần chín và là phần cuối cùng của bộ phim kéo dài từ năm 2013-14. Bộ phim là câu chuyện về Ted Mosby cùng nhóm bạn của anh tại Manhattan. Xuyên suốt bộ phim, Ted Tương lai ở năm 2030 kể con con mình nghe những gì đã khiến anh gặp mẹ của chúng
Các nhà sáng lập của bộ phim, Craig Thomas và Carter Bays cũng tham gia trong vai trò sản xuất và biên kịch thường xuyên của bộ phim. Được biết đến rộng rãi nhờ vào cấu trúc phim độc đáo cùng sự hài hước trong cách thể hiện, How I Met Your Mother nhận được nhiều phản ứng tích cực và sự yêu mến của khán giả trong suốt nhiều năm phát sóng.
Bộ phim được đề cử cho 72 giải thưởng lớn nhỏ và thắng 18 giải, trong đó có đến 28 lần đề cử tại giải thưởng truyền hình Emmy và thắng 9 giải. Vào năm 2010, Alyson Hannigan giành chiến thắng tại giải People's Choice Award cho hạng mục "Nữ diễn viên phim hài truyền hình được yêu thích nhất". Năm 2012, tức 7 năm sau ngày công chiếu, bộ phim thắng thêm 2 giải People's Choice Award tại hạng mục "Loạt phim hài được yêu thích nhất trên hệ thống truyền hình" và giải "Nam diễn viên phim hài truyền hình được yêu thích nhất" dành cho Neil Patrick Harris. Phần chỉ đạo nghệ thuật, biên tập và kĩ thuật quay phim cũng được vinh danh.

## Giải thưởng và đề cử
| Năm  | Giải thưởng                      | Hạng mục                                                        | (Những) Người nhận                             | Kết quả   |
| ---- | -------------------------------- | --------------------------------------------------------------- | ---------------------------------------------- | --------- |
| 2006 | Giải Emmy                        | Chỉ đạo nghệ thuật nổi bật cho phim truyền hình nhiều camera    | How I Met Your Mother                          | Đoạt giải |
| 2006 | Giải Emmy                        | Kĩ thuật quay phim nổi bật cho phim truyền hình nhiều camera    | How I Met Your Mother                          | Đoạt giải |
| 2006 | People's Choice Awards           | Loạt phim hài truyền hình mới được yêu thích nhất               | How I Met Your Mother                          | Đề cử     |
| 2006 | ALMA Award                       | Kịch bản nổi bật cho loạt phim tâm lý/hài truyền hình           | Gloria Calderon Kellett                        | Đề cử     |
| 2006 | Art Directors Guild              | Loạt phim truyền hình nhiều camera                              | How I Met Your Mother                          | Đề cử     |
| 2006 | Casting Society of America       | Dàn diễn viên mới loạt phim hài xuất sắc nhất                   | How I Met Your Mother                          | Đề cử     |
| 2007 | Giải Emmy                        | Chỉ đạo nghệ thuật nổi bật cho phim truyền hình nhiều camera    | How I Met Your Mother                          | Đoạt giải |
| 2007 | Giải Emmy                        | Biên tập nổi bật cho phim tuyền hình nhiều camera               | How I Met Your Mother                          | Đề cử     |
| 2007 | Giải Emmy                        | Nam diễn viên phụ nổi bật phim hài truyền hình                  | Neil Patrick Harris                            | Đề cử     |
| 2007 | Teen Choice Awards               | Nam diễn viên hài truyền hình được yêu thích nhất               | Neil Patrick Harris                            | Đề cử     |
| 2007 | Art Directors Guild              | Phim truyền hình nhiều camera xuất sắc nhất                     | How I Met Your Mother                          | Đề cử     |
| 2007 | GLAAD Media Awards               | Chỉ đạo sản xuất xuất sắc nhất                                  | How I Met Your Mother                          | Đề cử     |
| 2008 | Giải Emmy                        | Chỉ đạo nghệ thuật nổi bật cho phim truyền hình nhiều camera    | How I Met Your Mother                          | Đoạt giải |
| 2008 | Giải Emmy                        | Nam diễn viên phụ nổi bật                                       | Neil Patrick Harris                            | Đề cử     |
| 2008 | People's Choice Awards           | Diễn viên phụ được yêu thích nhất                               | Neil Patrick Harris                            | Đề cử     |
| 2008 | Teen Choice Awards               | Phim hài truyền hình được yêu thích nhất                        | How I Met Your Mother                          | Đề cử     |
| 2008 | Teen Choice Awards               | Nam diễn viên hài truyền hình được yêu thích nhất               | Neil Patrick Harris                            | Đề cử     |
| 2008 | ALMA Awards                      | Kịch bản phim truyền hình xuất sắc nhất                         | Gloria Calderon Kellett                        | Đoạt giải |
| 2008 | Art Directors Guild              | Phim truyền hình nhiều camera xuất sắc nhất                     | How I Met Your Mother                          | Đề cử     |
| 2009 | Giải Emmy                        | Phim hài truyền hình xuất sắc nhất                              | How I Met Your Mother                          | Đề cử     |
| 2009 | Giải Emmy                        | Nam diễn viên phụ nổi bật phim hài truyền hình                  | Neil Patrick Harris                            | Đề cử     |
| 2009 | Giải Emmy                        | Chỉ đạo nghệ thuật nổi bật cho phim truyền hình nhiều camera    | How I Met Your Mother                          | Đoạt giải |
| 2009 | Giải Emmy                        | Biên tập nổi bật cho phim truyền hình nhiều camera              | How I Met Your Mother                          | Đề cử     |
| 2009 | Quả Cầu Vàng                     | Nam diễn viên phụ xuất sắc nhất                                 | Neil Patrick Harris                            | Đề cử     |
| 2009 | People's Choice Awards           | Diễn viên phụ được yêu thích nhất                               | Britney Spears                                 | Đề cử     |
| 2009 | TCA Awards                       | Phim truyền hình có thành tựu xuất sắc nhất                     | How I Met Your Mother                          | Đề cử     |
| 2009 | TCA Awards                       | Phim hài truyền hình có thành tựu cá nhân xuất sắc nhất         | Neil Patrick Harris                            | Đề cử     |
| 2009 | Art Directors Guild              | Phim truyền hình nhiều camera xuất sắc nhất                     | How I Met Your Mother                          | Đề cử     |
| 2009 | Satellite Awards                 | Phim hài/nhạc kịch truyền hình xuất sắc nhất                    | How I Met Your Mother                          | Đề cử     |
| 2009 | Satellite Awards                 | Nam diễn viên phụ phim truyền hình xuất sắc nhất                | Neil Patrick Harris                            | Đề cử     |
| 2010 | Quả Cầu Vàng                     | Nam diễn viên phụ phim truyền xình xuất sắc nhất                | Neil Patrick Harris                            | Đề cử     |
| 2010 | People's Choice Awards           | Nữ diễn viên phim truyền hình được yêu thích nhất               | Alyson Hannigan                                | Đoạt giải |
| 2010 | Giải Emmy                        | Nam diễn viên phụ nổi bật phim hài truyền hình                  | Neil Patrick Harris                            | Đề cử     |
| 2010 | Giải Emmy                        | Nhạc và lời nhạc trong phim nổi bật                             | "Nothing Suits Me Like a Suit"                 | Đề cử     |
| 2010 | Giải Emmy                        | Chỉ đạo nghệ thuật phim truyền hình nhiều camera nổi bật        | How I Met Your Mother                          | Đề cử     |
| 2010 | Giải Emmy                        | Kiểu tóc phim truyền hình nhiều camera nổi bật                  | How I Met Your Mother                          | Đề cử     |
| 2010 | Art Directors Guild              | Phim truyền hình nổi bật                                        | How I Met Your Mother                          | Đề cử     |
| 2010 | PRISM Awards                     | Nam diễn viên phim truyền hình nổi bật                          | Neil Patrick Harris                            | Đề cử     |
| 2010 | Satellite Awards                 | Nam diễn viên phụ phim truyền hình nổi bật                      | Neil Patrick Harris                            | Đề cử     |
| 2011 | People's Choice Awards           | Nữ diễn viên phim hài truyền hình được yêu thích nhất           | Alyson Hannigan                                | Đề cử     |
| 2011 | People's Choice Awards           | Nam diễn viên phim hài truyền hình được yêu thích nhất          | Neil Patrick Harris                            | Đoạt giải |
| 2011 | People's Choice Awards           | Phim hài truyền hình được yêu thích nhất                        | How I Met Your Mother                          | Đề cử     |
| 2011 | Critics' Choice Television Award | Nam diễn viên phụ phim hài truyền hình được yêu thích nhất      | Neil Patrick Harris                            | Đoạt giải |
| 2011 | Giải Emmy                        | Biên tập phim hài truyền hình nổi bật                           | How I Met Your Mother                          | Đoạt giải |
| 2011 | Giải Emmy                        | Chỉ đạo nghệ thuật phim truyền hình nhiều camera nổi bật        | How I Met Your Mother                          | Đề cử     |
| 2011 | Giải Emmy                        | Đạo diễn phim truyền hình nhiều camera nổi bật                  | How I Met Your Mother                          | Đề cử     |
| 2011 | Giải Emmy                        | Trang điểm nghệ thuật phim truyền hình nhiều camera nổi bật     | How I Met Your Mother                          | Đề cử     |
| 2011 | Giải Emmy                        | Kĩ thuật quay phim truyền hình nhiều camera nổi bật             | How I Met Your Mother                          | Đề cử     |
| 2011 | Art Directors Guild              | Phim truyền hình nhiều camera nổi bật                           | How I Met Your Mother                          | Đề cử     |
| 2011 | Satellite Awards                 | Nam diễn viên phụ phim truyền hình nổi bật                      | Neil Patrick Harris                            | Đề cử     |
| 2011 | Young Artist Awards              | Diễn viên khách mời dưới 10 tuổi xuất sắc nhất                  | Riley Thomas Stewart                           | Đề cử     |
| 2012 | People's Choice Awards           | Phim hài truyền hình được yêu thích nhất                        | How I Met Your Mother                          | Đoạt giải |
| 2012 | People's Choice Awards           | Nam diễn viên phim hài truyền hình được yêu thích nhất          | Neil Patrick Harris                            | Đoạt giải |
| 2012 | People's Choice Awards           | Nữ diễn viên khách mời phim hài truyền hình được yêu thích nhất | Katy Perry                                     | Đoạt giải |
| 2012 | Teen Choice Awards               | Nam diễn viên phim hài truyền hình được yêu thích nhất          | Neil Patrick Harris                            | Đề cử     |
| 2012 | People's Choice Award            | Nữ diễn viên phim hài truyền hình được yêu thích nhất           | Alyson Hannigan                                | Đoạt giải |
| 2012 | Art Directors Guild              | Phim hài truyền hình được yêu thích nhất                        | How I Met Your Mother                          | Đề cử     |
| 2012 | Giải Emmy                        | Biên tập phim hài truyền hình nổi bật                           | How I Met Your Mother                          | Đoạt giải |
| 2012 | Giải Emmy                        | Trang điểm nghệ thuật phim truyền hình nhiều camera nổi bật     | How I Met Your Mother                          | Đề cử     |
| 2012 | Giải Emmy                        | Kĩ thuật quay phim truyền hình nhiều camera nổi bật             | How I Met Your Mother                          | Đề cử     |
| 2012 | Giải Emmy                        | Chỉ đạo nghệ thuật phim truyền hình nhiều camera nổi bật        | How I Met Your Mother                          | Đề cử     |
| 2013 | People's Choice Awards           | Phim hài truyền hình được yêu thích nhất                        | How I Met Your Mother                          | Đề cử     |
| 2013 | People's Choice Awards           | Nam diễn viên phim hài truyền hình được yêu thích nhất          | Neil Patrick Harris                            | Đề cử     |
| 2013 | EWwy Awards                      | Nữ diễn viên phim hài truyền hình xuất sắc nhất                 | Cobie Smulders                                 | Đoạt giải |
| 2013 | Emmy Awards                      | Biên tập phim hài truyền hình nhiều camera nổi bật              | How I Met Your Mother                          | Đoạt giải |
| 2013 | Emmy Awards                      | Trang điểm nghệ thuật phim truyền hình nhiều camera nổi bật     | How I Met Your Mother                          | Đề cử     |
| 2013 | Emmy Awards                      | Kĩ thuật quay phim truyền hình nhiều camera nổi bật             | How I Met Your Mother                          | Đoạt giải |
| 2013 | Emmy Awards                      | Chỉ đạo nghệ thuật truyền hình nhiều camera nổi bật             | How I Met Your Mother                          | Đề cử     |
| 2014 | People's Choice Awards           | Phim hài truyền hình được yêu thích nhất                        | How I Met Your Mother                          | Đề cử     |
| 2014 | People's Choice Awards           | Nam diễn viên phim hài truyền hình được yêu thích nhất          | Neil Patrick Harris                            | Đề cử     |
| 2014 | People's Choice Awards           | Tình bạn nam phim truyền hình được yêu thích nhất               | Neil Patrick Harris, Jason Segel & Josh Radnor | Đề cử     |
| 2014 | People's Choice Awards           | Tình bạn nữ phim truyền hình được yêu thích nhất                | Cobie Smulders & Alyson Hannigan               | Đề cử     |